# A Soldier's Duty
A Soldier's Duty è un cortometraggio muto del 1912 diretto da Charles Brabin.

## Produzione
Il film fu prodotto dalla Edison Manufacturing Company.

## Distribuzione
Distribuito dalla General Film Company, il film - un cortometraggio in una bobina - uscì nelle sale cinematografiche degli Stati Uniti il 19 ottobre 1912.